# Wilhelm Waibel
Wilhelm Josef Waibel (* 19. März 1934 in Singen; † 9. März 2024) war ein deutscher Industriekaufmann und Heimatforscher in Singen (Hohentwiel).

## Leben
Waibel war bis zu seiner Pensionierung 1997 leitender Angestellter bei der Singener Niederlassung der Georg Fischer AG und bei dem Konstanzer Pharmaunternehmen Byk Gulden. In den 1980er Jahren wurde er durch sein bürgerschaftliches Engagement gegen eine unerlaubte Bebauung bekannt. Seit 1961 erforschte er die Geschichte der Zwangsarbeiter, die während des II. Weltkriegs in Singener Unternehmen wie GF oder Maggi oder ALUSINGEN eingesetzt wurden. Nach zunächst erheblichem Widerstand konnte er die Aufarbeitung und Veröffentlichung dieser „dunklen Flecke“ auf den Firmengeschichten durchsetzen. Er hielt Kontakt zu ehemaligen Zwangsarbeitern und initiierte 1993 die Städtepartnerschaft von Singen und Kobeljaky (Ukraine).
2016 wurde Waibel zum Ehrenbürger der Stadt Singen ernannt. Der ebenfalls aus Singen stammende Marcus Welsch drehte einen Dokumentarfilm  (Der Chronist) über ihn, der im Oktober 2018 unter großer Anteilnahme der Bevölkerung vorgestellt wurde.

## Werke
- Schatten am Hohentwiel: Zwangsarbeiter und Kriegsgefangene in Singen.  Labhard, 2. Auflage 1997, ISBN 392693722X